# Bosnia ed Erzegovina ai Giochi della XXVII Olimpiade
La Bosnia ed Erzegovina partecipò ai Giochi della XXVII Olimpiade, svoltisi a Sydney, Australia, dal 15 settembre al 1º ottobre 2000, con una delegazione di nove atleti impegnati in quattro discipline.